# Perzsa levelek

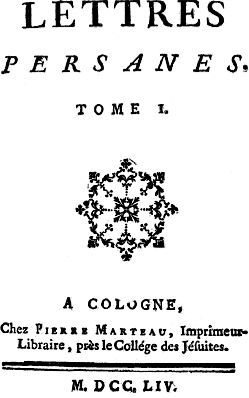
Az 1754-es kalózkiadás címlapja

A Perzsa levelek Montesquieu 1721-ben megjelent levélregénye. A francia felvilágosodás egyik nagy műve, a kor irodalmi-filozófiai irányzatait átható racionalizmus jellemzi.

## Sajátosságai
A mű korrajz, a korabeli társadalom bírálata. Főszereplője két perzsa fiatalember, Üzbek és Rika, akik nyugati utazgatásaik során egymásnak és otthon maradt ismerőseiknek levélben számolnak be élményeikről. Montesquieu a két perzsa ifjú szemével láttatja a kor francia társadalmát és a párizsi miliőt, s az így megszerkesztett külső nézőpont lehetővé teszi, hogy az alkotó társadalomkritikai észrevételei még erőteljesebben érvényesülhessenek.
A mű alapvető konfliktusa – a társadalomkritikai felvetéseken túl – az összehasonlított kultúrák egymáshoz viszonyított idegenségében ragadható meg. A két perzsa szemében, saját tapasztalataikhoz viszonyítva a korabeli Párizsban látott társadalmi szokások, viselkedésmódok furcsának, mi több, nevetségesnek tűnnek, de ugyanilyen nevetséges a párizsiak szemében az, amit a perzsák keletről hoztak magukkal a vallásukban, szokásaikban.
A levélforma, és a kétféle nézőpont szatirikus-humoros kezelése lehetővé tette Montesquieu számára, hogy társadalombírálatát erőteljesebbé tegye, ugyanakkor el is távolítsa magától, s kikerülje a kortársait – Rousseau-t, Diderot-t, Voltaire-t – oly gyakran fenyegető hivatali eljárást. Ezt a fajta elhatárolódást könyve bevezetőjében a rá jellemző humorral teszi meg: „Ismerek egy asszonyt: egészen jó a járása, de ha figyelik, tüstént bicegni kezd. Éppen elég hibája van a művemnek; semmi kedvem még személyemet is a bírálat elé tárni. Ha megtudnák, ki vagyok, azt mondanák: könyve sehogyan sem illik egyéniségéhez s idejét jobbra fordíthatná; az ilyesmi nem méltó komoly emberhez. A kritikusok sosem mulasztják el az effajta megjegyzéseket, mert nem kívánnak különösebb szellemi erőfeszítést.”

## Magyarul
- Persa levelek; ford. Palásti Sándor; Légrády, Bp., 1874
- Perzsa levelek; ford. Orbók Attila; Káldor, Bp., 1948
- Perzsa levelek; ford. Rónay György, bev. Szigeti József; Új Magyar Kiadó, Bp., 1955 (A világirodalom klasszikusai)